# امرائو جان (فیلم ۲۰۰۶)
امرائو جان (به هندی: Umrao Jaan) فیلمی است محصول سال ۲۰۰۶ و به کارگردانی جی. پی. دوتا است. در این فیلم بازیگرانی همچون آبیشک باچان، آیشواریا رای، سونیل شتی، شبانه اعظمی، دیویا دوتا، هیمانی شیوپوری، کولبوشان کارباندا، عایشا جولکا، پاریکشیت سهنی ایفای نقش کرده‌اند.